# Сомалийская акула-арлекин
Сомалийская акула-арлекин (Ctenacis fehlmanni) — единственный вид хрящевых рыб рода акул-арлекинов семейства полосатых кошачьих акул отряда кархаринообразных. Обитает в Индийском океане. Вероятно, размножается яйцеживорождением. Максимальная зафиксированная длина 46 см. Окрас красно-коричневый с пятнами. Вид известен по единственному экземпляру. Не является объектом коммерческого промысла.

## Таксономия
Вид впервые описан в 1968 году. Голотип представляет собой самку длиной 46 см, пойманную у берегов Сомали, к северо-западу от мыса Гвардафуй на глубине 70—170 м.

## Ареал
Сомалийские акулы-арлекины обитают в западной части Индийского океана у берегов Сомали, они держатся на континентальном шельфе на глубине от 70 до 170 м.

## Описание
У сомалийских полосатых акул довольно коренастое тело. Расстояние от кончика рыла до рта составляет 2/3 от ширины рта. Ноздри обрамлены небольшими кожаными лоскутами. Расстояние между ноздрями в 1,2 раза превышает ширину ноздрей. Внутренняя поверхность рта и жабр покрыты бугорками. Овальные глаза вытянуты по горизонтали и оснащены мигательными мембранами. Рот имеет форму треугольника. По углам рта имеются короткие губные борозды. Основание первого спинного плавника лежит между основаниями грудных и брюшных плавников и сдвинуто ближе к брюшным плавникам. Первый и второй спинные плавники приблизительно равны по высоте. Анальный плавник существенно меньше обоих спинных плавников, его основание начинается позади начала основания второго спинного плавника. У верхнего кончика хвостового плавника имеется вентральная выемка. Хвостовой плавник широкий, не лентовидный. По спине и бокам этих акул разбросаны крупные красно-коричневые седловидные отметины красно-коричневого цвета, перемежающиеся с небольшими пятнышками и полосками.

## Биология
Поскольку вид известен только по одному экземпляру о его биологии мало данных. Наличие в крупных тонкостенных капсул, содержащих яйца, в каждом из яйцеводов голотипа даёт основание предположить, что вид размножается яйцеживорождением, в помёте бывает по 2 детёныша. В желудке голотипа были обнаружены неидентифицированные ракообразные. Максимальная зафиксированная длина составляет 46 см.

## Взаимодействие с человеком
Вид не представляет опасности для человека. Коммерческой ценности не имеет. Данных для оценки статуса сохранности вида недостаточно.